# Thomas Moore (psychothérapeute)
Pour les articles homonymes, voir Moore et Thomas Moore.
Thomas Moore, né le 8 octobre 1940 à Détroit, est un psychothérapeute jungien et auteur à succès nord-américain. Ses ouvrages sont en lien avec la spiritualité et la psychologie analytique qu'il démocratise. Il a été connu pour son best-seller, Le Soin de l'âme (1993).

## Biographie
Moore est né à Détroit dans le Michigan, dans une famille de Catholiques irlandais. Pendant sa jeunesse il a rejoint le Servites, un ordre catholique, où il a étudié la philosophie et la musique. Il a réussi un M.A. en théologie à l'université de Windsor et un doctorat (Ph.D.) de religion comparée à l'université de Syracuse. Par la suite, il a enseigné à l'université d'État de Glassboro et puis à l'université méthodiste méridionale, avant de rentrer dans la carrière de psychothérapeute.
Son milieu d'origine, sa formation, l'ont amené à s'intéresser au concept d'âme en particulier, dans les écrits de la psychologie analytique. En effet, le terme d'« âme » est utilisé, dans le cadre d'une démarche psychothérapeutique, par certains courants de la psychothérapie d'inspiration psychanalytique, (PIP désignant une famille de soins psychiques), comme aussi John Bradshaw ou Hal et Sidra Stone dans son ouvrage Le Dialogue intérieur.
De 1974 à 1990, Thomas Moore pratique en tant que psychothérapeute, d'abord à Dallas (Texas) et plus tard en Nouvelle-Angleterre. Après le succès du Soin de l'âme et de son Soul Mates, il est devenu un auteur professionnel à plein temps.